# Araucaria angustifolia
Araucaria angustifolia е вид растение от семейство Араукариеви (Araucariaceae). Видът е критично застрашен от изчезване.

## Разпространение
Разпространен е в Аржентина, Бразилия и Парагвай.